# Jorge Lukowski
Jorge Lukowski (Buenos Aires, 2 de enero de 1974) es un emprendedor y ejecutivo argentino-alemán reconocido en el campo de los negocios, el marketing, la transformación digital y la inteligencia artificial. Desempeña el cargo de director global de Marketing y Comunicación en NEORIS, la empresa de tecnología que ha lanzado la primera campaña de comunicación global basada íntegramente en Inteligencia Artificial.
Actualmente, es miembro del Consejo de Comunicación de Forbes, de la Asociación de Marketing de España, de la Red Empresarial por la Diversidad e Inclusión LGTBI (REDI)y de la Fundación Amigos Teatro San Martín de Buenos Aires.

## Biografía

### Formación
Licenciado en Relaciones Internacionales por la Universidad del Salvador en Buenos Aires, obtuvo una Maestría en Administración de Empresas orientada a la Dirección General en la Universidad de San Andrés en Buenos Aires y completó el programa ejecutivo de Transformación Digital en el Instituto Tecnológico de Massachusetts.

### Inicios profesionales
Inició su trayectoria profesional en 1994 trabajando en temas de política en la Fundación Argentina Siglo 21, liderada por el escritor, abogado y político argentino Rodolfo Terragno, mientras colaboraba en diferentes iniciativas de sostenibilidad y cuidado del medio ambiente con algunas agencias y organismos internacionales, como el Banco Mundial, GTZ de Alemania y JICA de Japón. Años más tarde, prosiguió su andadura en el área de medio ambiente a través de varios proyectos de financiación e implementación, como el Programa Aire Limpio de la Ciudad de Buenos Aires o el Programa Nacional de Lucha Contra el Fuego.
En 2001 se incorporó como director de marca al grupo aeroportuario Corporación América Internacional. Dentro de la compañía, fue nombrado director de Relaciones Institucionales, Imagen Corporativa y Publicidad de Aeropuertos Argentina 2000. En 2008 fue nombrado vicepresidente primero del Consejo Internacional de Aeropuertos de América Latina y el Caribe (ACILAC). En 2009 la empresa aeroportuaria lanzó, bajo la dirección de Lukowski, la campaña publicitaria Soñamos con vos que contó con la participación del deportista Manu Ginóbili. Dos años más tarde, la campaña obtuvo el Premio Eikon, una distinción que reconoce la excelencia en Comunicación Institucional.

### Trayectoria internacional
Lukowski es el fundador de la empresa de marketing y comunicación Simple Communicationy del Sector Privado de las Américas (SAP), una entidad que colaboró con la Organización de los Estados Americanos (OEA) para aumentar la seguridad ciudadana y atraer una mayor inversión a América.
En junio de 2010 estuvo presente en la Asamblea General de la Organización de los Estados Americanos para hacer entrega de un fondo de 100.000 dólares destinado a las obras de reconstrucción tras los desastres naturales que afectaron a las regiones de Haití, Chile, Guatemala, Honduras y El Salvador.
En 2014 fue invitado a la quinta reunión anual de la Cumbre del G-20Y, en representación de Argentina y Latinoamérica. En 2015 fue nombrado presidente de Buenos Aires Convention & Visitors Bureau, una organización sin fines de lucro que colabora en el desarrollo económico, social y cultural de la ciudad de Buenos Aires.

### Actualidad en NEORIS
En 2018 se incorporó a NEORIS como director global de Marketing y Comunicación con el objetivo de posicionar al acelerador digital como referente del sector tecnológico en los mercados de Europa, Estados Unidos y Latinoamérica.En 2023 lanzó, junto al equipo de diseño y marketing global de la compañía, ‘WE ARE NEOS’, la primera campaña de comunicación a nivel mundial desarrollada en su totalidad con inteligencia artificial y que convierte a los talentos de la compañía en embajadores de la marca a través de avatares.
Desde sus inicios en NEORIS, ha participado como ponente en varias conferencias sobre tecnología, comunicación y marketing:
- En agosto de 2023 fue ponente de la mesa redonda ‘Inteligencia Artificial, aplicaciones y casos de uso’, celebrada en el marco de la 37ª edición de AMETIC.[15]
- En octubre de 2023 fue panelista en el IV Congreso Iberoamericano de Tendencias en Marketing, Comunicación y Asuntos Públicos que organizó ATREVIA.[16]
- En noviembre de 2023 participó en la jornada "Ética y conciencia social en el uso de la inteligencia artificial" que organizó el Comité del Tercer Sector de la Asociación de Marketing de España.[17]
- En junio de 2024 participó en la charla sobre la importancia de las alianzas estratégicas en el co-marketing celebrada por el Comité de Marketing B2B de la Asociación de Marketing de España.[18]

En 2024 se adhirió, como miembro del colectivo LGBT, a la Red Empresarial por la Diversidad e Inclusión LGTBI (REDI) que promueve la divulgación y el respeto de dicha comunidad.

### Reconocimientos
En 2023 recibió el Premio Calvez a la Responsabilidad Social Ciudadana en la categoría Joven Líder durante su participación en el seminario «Innovación y Desarrollo de Talentos para la Inteligencia Artificial», organizado en colaboración con el Foro Ecuménico Social de Buenos Aires, la Universidad Rey Juan Carlos de Madrid, la Universidad Pontificia de Salamanca y la Universidad Pontificia Comillas.

### Vida personal
En 2021 oficializó su matrimonio con Nelson Flores, empresario especializado en tecnología, en un evento social al que asistieron más de 200 invitados, entre ellos, algunas personalidades reconocidas en el mundo de la comunicación y el entretenimiento, como Flavia Palmiero, Agustina Cherri, Agustina Casanova o Luis Novaresio.